# Tishrei
Tishrei ou Tishri (em hebraico: תִּשְׁרִי ou תִּשְׁרֵי, do acadiano tašrtu — “início” —, de šurrû — “iniciar”) é o 1.º (primeiro) mês civil e o 7.º (sétimo) mês religioso do calendário judaico. É um mês de 30 dias.
Na Bíblia hebraica, antes do exílio babilônico, o mês era chamado de Etanim.

## Período
Durante os anos 5761–5860 do calendário hebraico, Tishrei ocorre entre os seguintes períodos do calendário gregoriano:
| Duração dos anos | Início de Tishrei            | Término de Tishrei          |
| ---------------- | ---------------------------- | --------------------------- |
| 353 dias         | 17 de setembro–5 de outubro  | 16 de outubro–3 de novembro |
| 354 dias         | 16 de setembro–5 de outubro  | 15 de outubro–3 de novembro |
| 355 dias         | 17 de setembro–4 de outubro  | 16 de outubro–2 de novembro |
| 383 dias         | 6 de setembro–16 de setembro | 5 de outubro–15 de outubro  |
| 384 dias         | 7 de setembro–15 de setembro | 6 de outubro–14 de outubro  |
| 385 dias         | 5 de setembro–15 de setembro | 4 de outubro–14 de outubro  |